# スザンナと長老たち (ヴェロネーゼ、美術史美術館)
『スザンナと長老たち』（スザンナとちょうろうたち、伊: Susanna e i vecchioni, 英: Susanna and the Elders）は、イタリアのルネサンス期のヴェネツィア派の画家パオロ・ヴェロネーゼが1585年ごろに工房とともに制作した絵画である。油彩。『旧約聖書』の「ダニエル書」で語られているスザンナの物語を主題としている。ヴェロネーゼのいくつかある同主題の作例の1つで、『旧約聖書』および『新約聖書』を主題とする10点の宗教画連作の1点として制作された。第2代バッキンガム公爵ジョージ・ヴィリアーズのコレクションを経て、現在はウィーンの美術史美術館に所蔵されている。また異なるバージョンがジェノヴァのバンカ・カリジェ、同じくジェノヴァの白の宮殿、パリのルーヴル美術館、マドリードのプラド美術館に所蔵されている。

## 主題
スザンナは裕福な夫ヨアキムの貞淑な妻であった。ところが2人の好色な長老が彼女の美しさに目を付け、スザンナに言い寄る機会を狙っていた。彼らはひそかにヨアキムの邸宅の庭に入り込み、スザンナが庭の泉で水浴をするのを隠れて待った。そしてスザンナが水浴を始めると、長老たちは姿を現わし、スザンナに関係を迫った。しかしスザンナが拒否したため、長老たちは彼女が若い男と関係を持っているのを目撃したとして、姦淫の罪を着せて処刑しようとした。これに対してダニエルは長老たちが相談できないよう引き離して別々に訊問した。すなわちダニエルがどの木の下でスザンナと若者との姦通を見たのか質問すると、2人の証言は食い違い、一方の長老はマスチック（ウルシ科の常緑低木）と答え、もう一方の長老はホルム樫（大型に成長する常緑の樫）と答えた。これにより彼らが虚偽の証言でスザンナを陥れようとしていることが明らかとなり、長老たちは石打ちの刑で処刑された。

## 作品

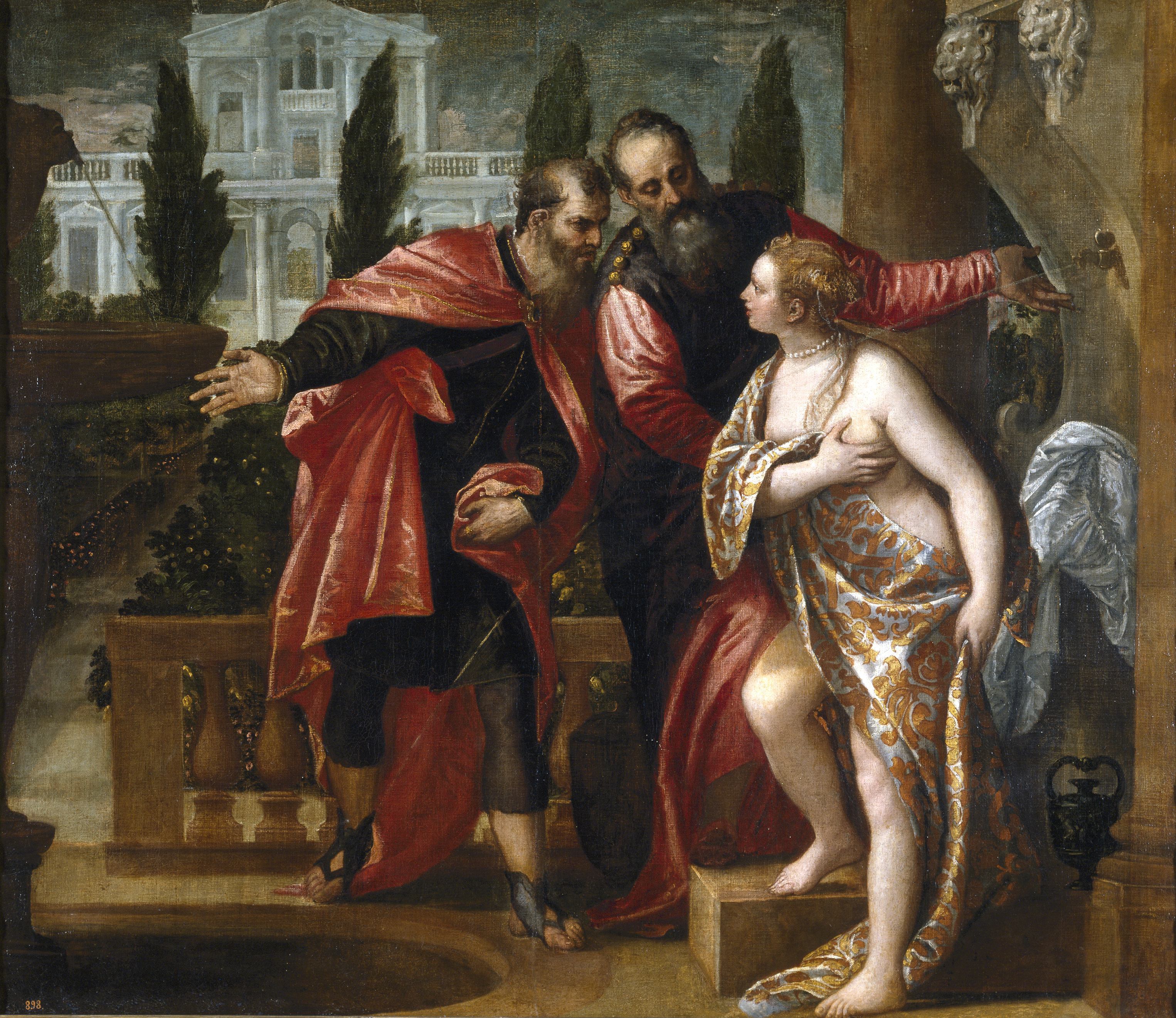
ヴェロネーゼの1580年ごろのバージョン『スザンナと長老たち』。プラド美術館所蔵。

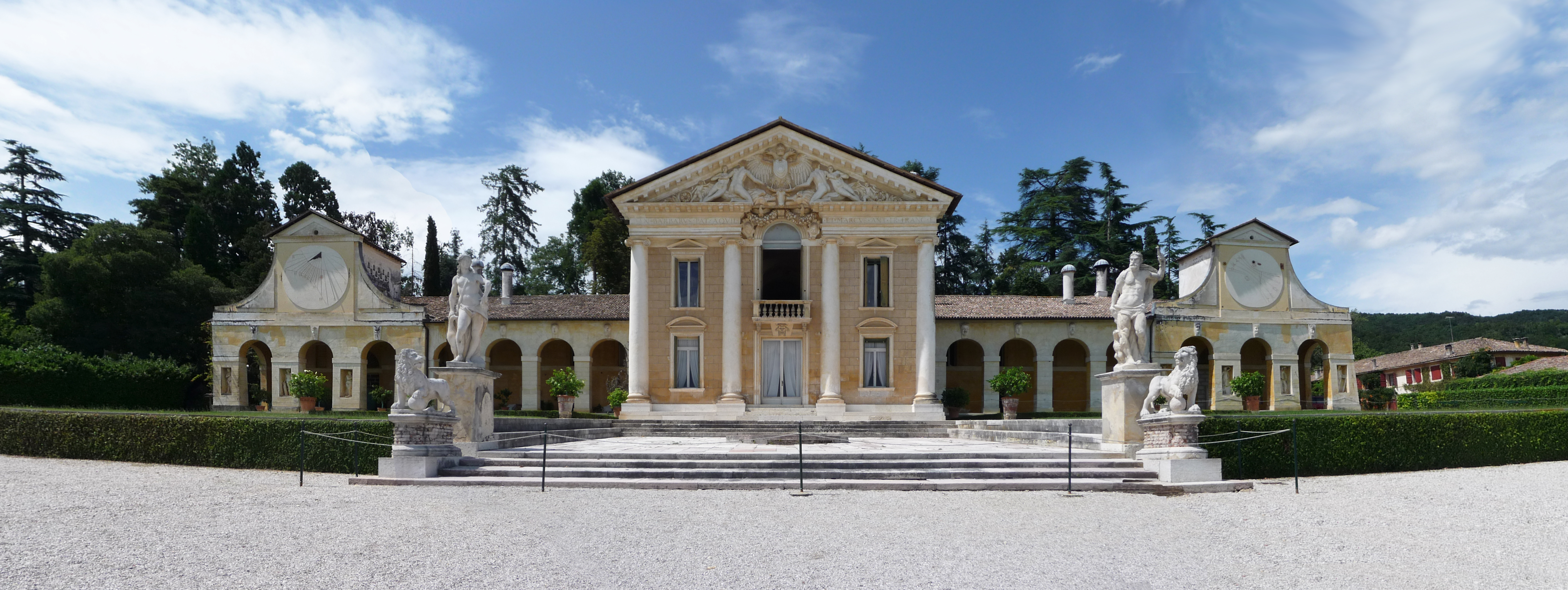
バルバロ邸のファサード。

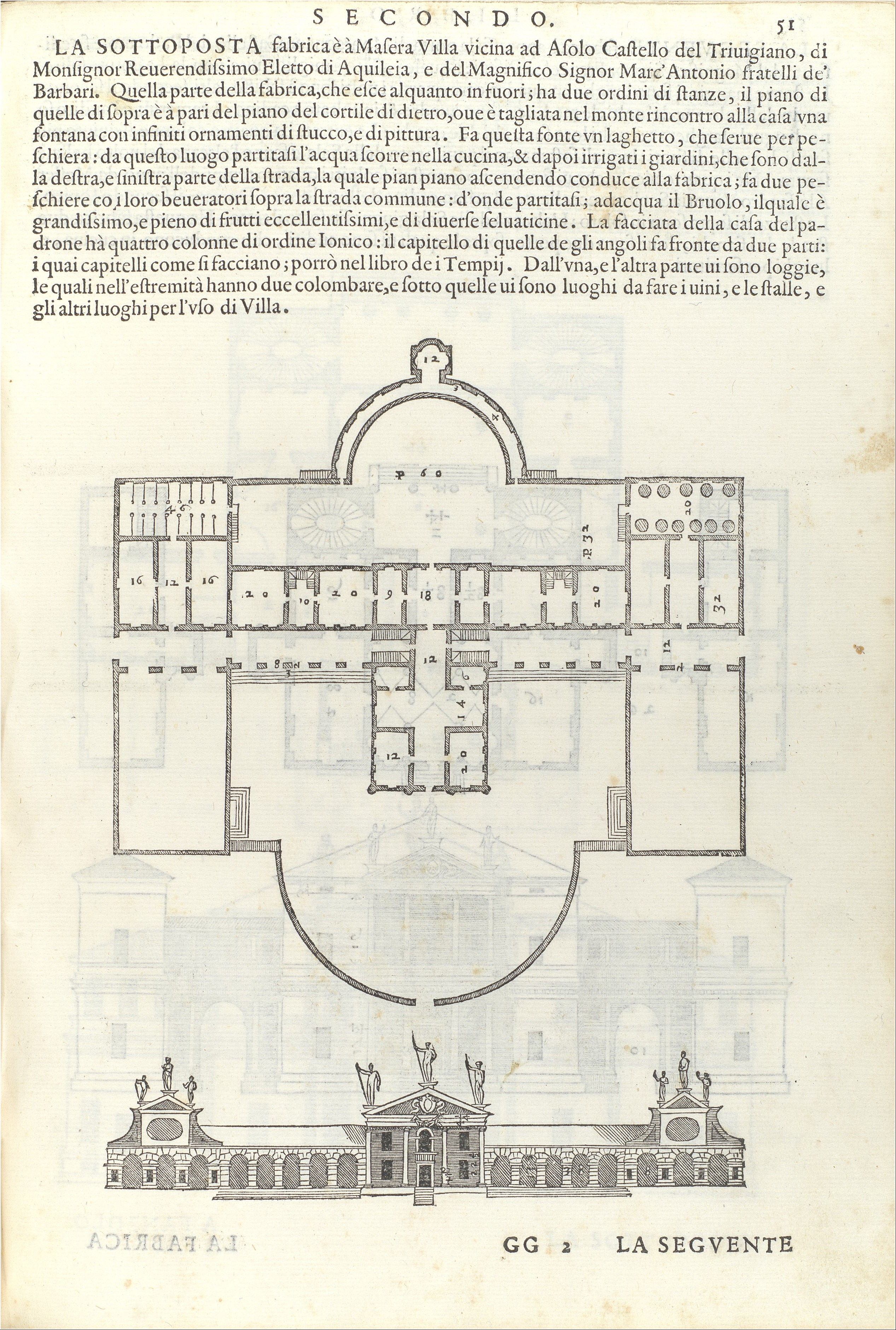
アンドレーア・パッラーディオの『建築四書』より、バルバロ邸の準備習作。

本作は10点の宗教画連作の一部で、うち5点は『旧約聖書』、残りの5点は『新約聖書』に取材している。各作品の品質は大きく異なっているため、どの作品がヴェロネーゼの真筆画であるかについては見解が分かれている。本作品に関してはヴェロネーゼと工房の画家、おそらく画家の弟ベネデット・カリアリと息子カルロ・カリアリによって制作された。
ヴェロネーゼは長老たちに脅迫されるスザンナを描いている。スザンナは背後から接近する長老たちに驚いて、ベンチに座ったまま身を守るように前かがみの姿勢をとり、身体を隠そうとしている。この姿勢はルーヴル美術館のバージョンと似ているが、位置関係が異なっているため、スザンナの身体は脅迫者から遠ざかり、長老たちの手はスザンナからわずかに離れている。画面右端には噴水があり、ライオンの頭部の装飾から水が流れ出ている。スザンナの足元には忠誠を象徴する小型犬がおり、長老たちに向かって吠えている。スザンナや長老たちの背後には古典的な石柱が立ち、欄干が泉を囲んでいる。さらにその外側には格子垣が設けられ、ブドウの蔓が絡みついている。ブドウは多くの房を実らせている。画面左端にはヨアキムの邸宅が建っている。邸宅の屋根の上に3体の女性の彫像が設置されているほか、柱廊式玄関上部のペディメントにも2体の女性の彫像が設置されている。
本作品とプラド美術館のバージョンはどちらも背景に白い建築物が描かれている。この建築物はアンドレーア・パッラーディオが建設し、ヴェロネーゼが1561年ごろにフレスコ画を制作したバルバロ邸と類似していることが指摘されており、ヴェロネーゼの作品においてこの建築物および後援者がいかに重要であったかを物語っている。
ヴェロネーゼは建築家パッラーディオがバルバロ邸建設後の1570年に出版した建築理論書『建築四書』（I quattro libri dell'architettura）から影響を受けている。パッラーディオは同書の中で、バルバロ邸を建設する際に作成した準備習作の木版画を掲載し、バルバロ邸について解説した。この準備習作に描かれたファサードは実際に建築されたバルバロ邸のものとは多少異なっているが、この差分はヴェロネーゼの絵画でも確認できる。つまり、ヴェロネーゼは実際のバルバロ邸ではなく『建築四書』の木版画に基づいて、邸宅の屋根の上に3体の彫像を描いた。また『建築四書』の木版画では3体の彫像はいずれも立像となっているところを、ヴェロネーゼは左右の彫像を座像として描いた。美術史家セルジオ・マリネッリ（Sergio Marinelli）は、本作品とバルバロ邸のファサードとの類似性に注目し、パッラーディオの建築言語がヴェロネーゼの絵画言語に翻訳されていると指摘した。
現在知られているヴェロネーゼの同主題の有名な作例のうち、最後に制作された作品であり、最も優れたものと言われることがある。1580年代後半、ヴェロネーゼが1588年に死去する少し前に制作されたものと考えられている。おそらく、連作の中の1つ『姦淫の女』（La donna colta in adulterio）の対作品と思われる。

## 来歴
本作品を含む連作の元の所有者は不明である。したがって連作を用いた装飾プログラムも不明のままである。連作は17世紀に美術収集家として知られる第4代アールスコート公爵シャルル3世・ド・クロイのコレクションに属していたことが知られている。連作はオランダ南部のエノー州のボーモン城にあり、公爵が死去した翌年の1613年に作成された財産目録に初めて記録された。その後、ストランドのヨーク・ハウスにある第2代バッキンガム公爵ジョージ・ヴィリアーズのコレクションに加わり、1635年にバッキンガム公爵の目録に記載された。1648年、公爵家の財産は議会によって押収されたが、公爵の忠臣が連作を含む絵画コレクションをアントウェルペンに移送することに成功した。これを入手したのは大公レオポルト・ヴィルヘルム・フォン・エスターライヒであり、その後、1723年および1876年にプラハ城からウィーンに移された。
1952年、美術史美術館によって10点の連作のうち3点が売却された。現在、美術史美術館が所有している連作は7点で、2点がプラハ国立美術館に、1点がワシントンD.C.のナショナル・ギャラリー・オブ・アートに所蔵されている。

## ギャラリー
ヴェロネーゼの他のバージョン

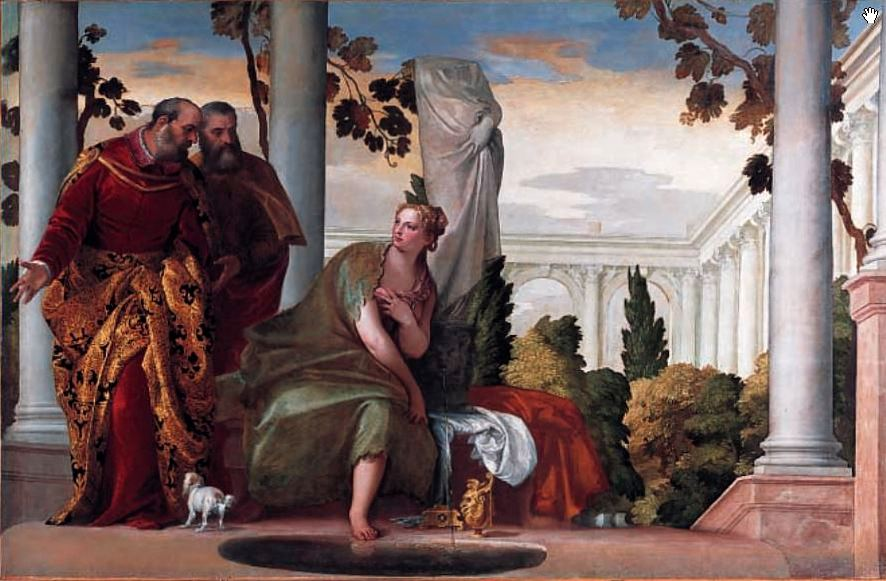
『スザンナと長老たち』バンカ・カリジェ（英語版）所蔵
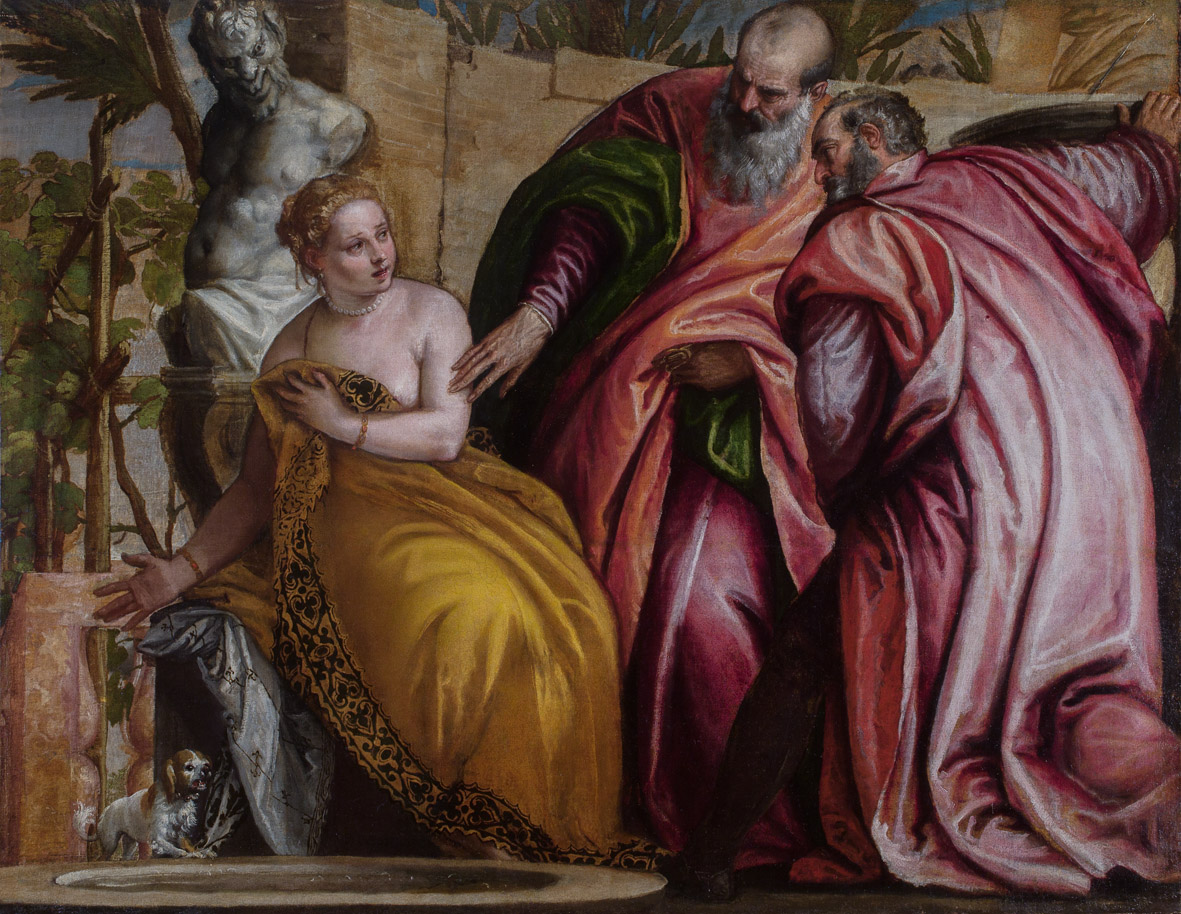
『スザンナと長老たち』白の宮殿（英語版）所蔵
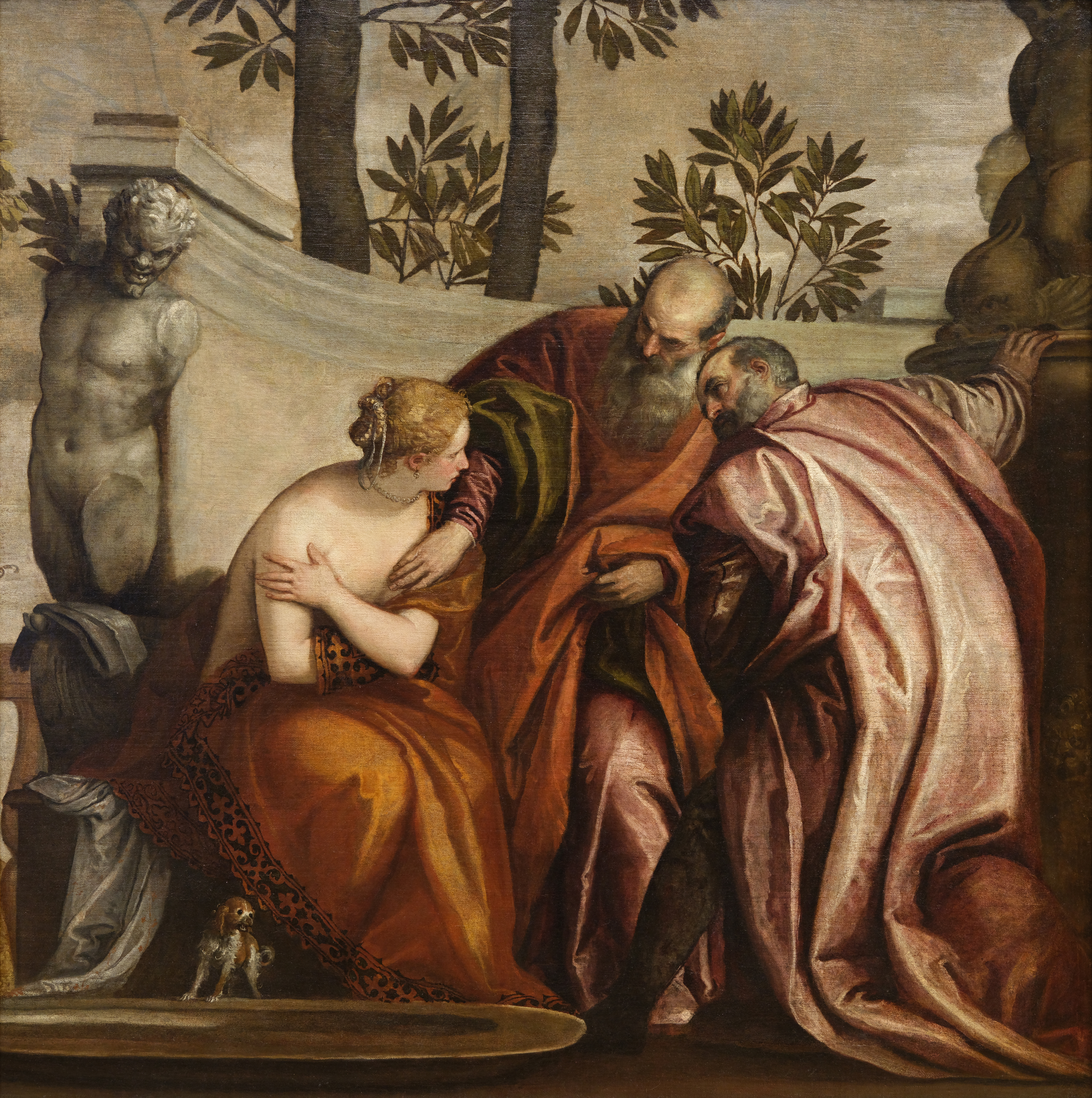
ヴェロネーゼと工房『スザンナと長老たち』16世紀 ルーヴル美術館所蔵
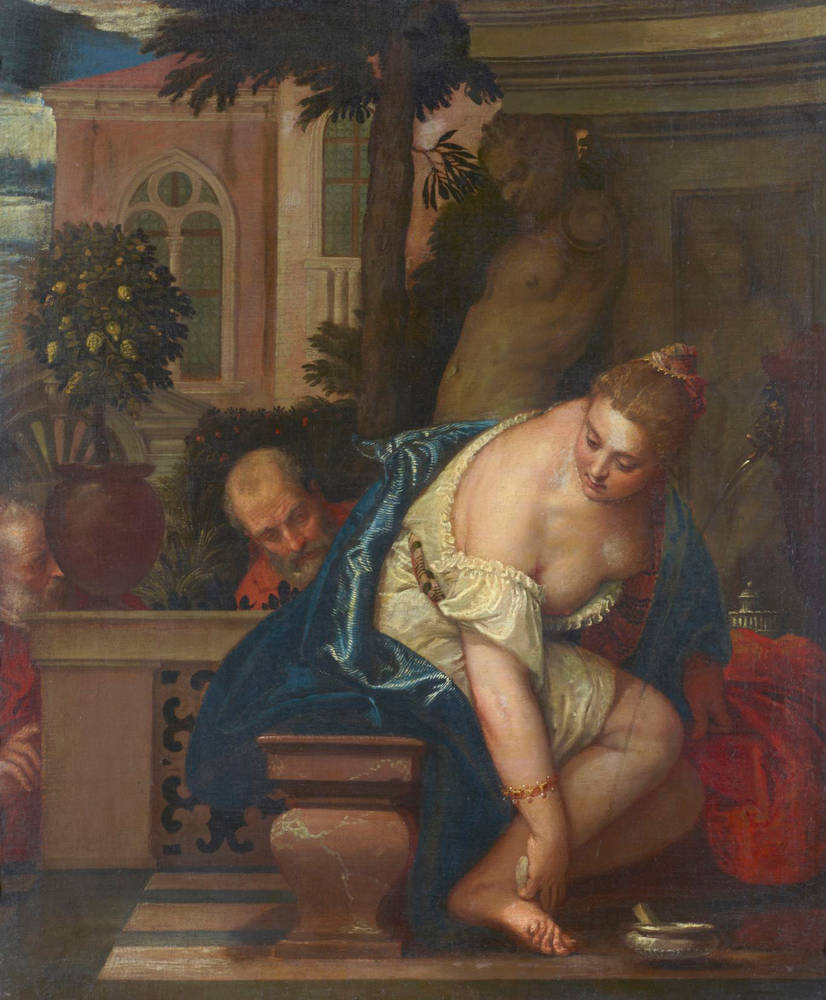
工房『スザンナと長老たち』アルテ・マイスター絵画館所蔵

連作の他の作品

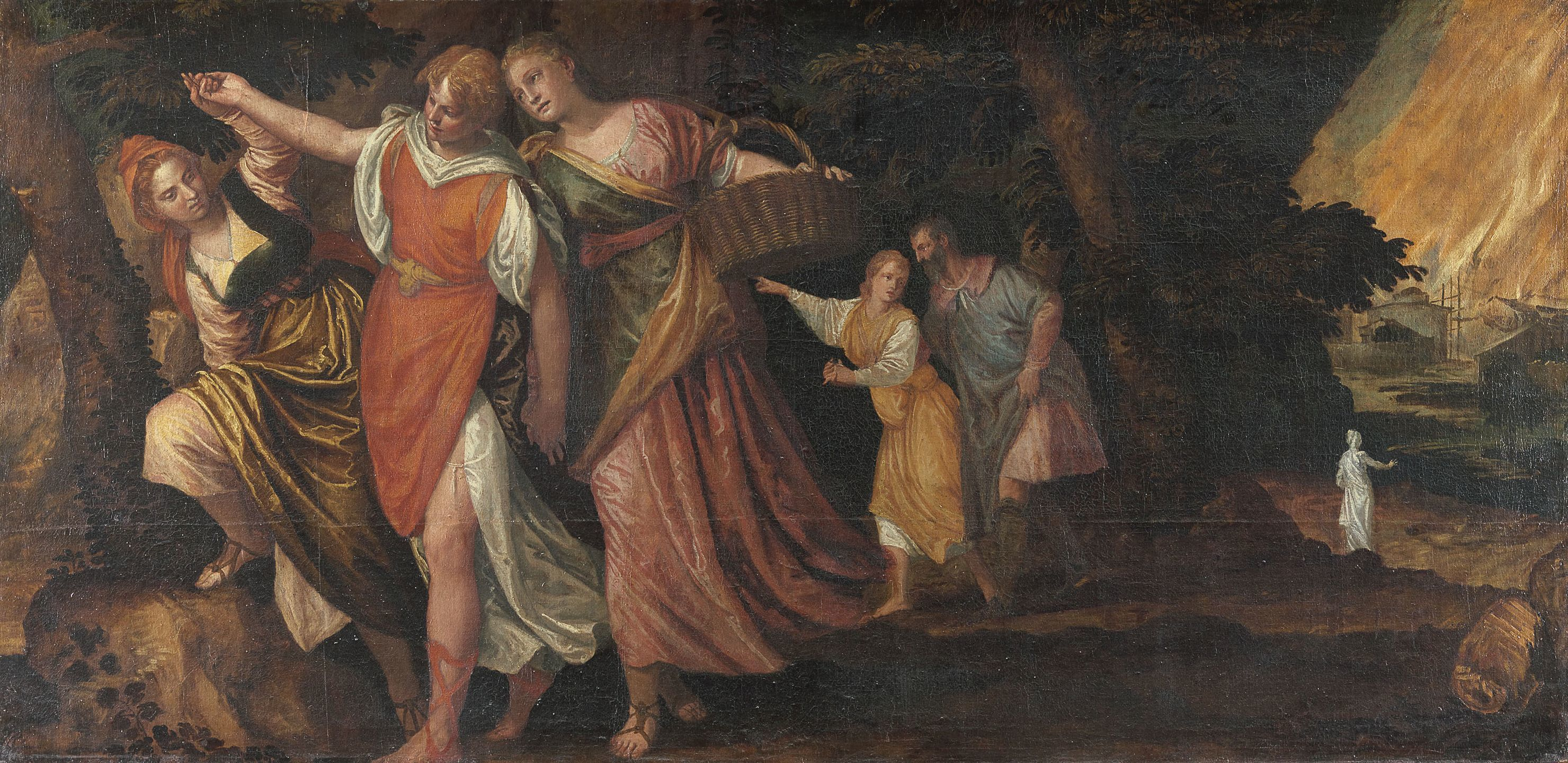
『ソドムを去るロトとその家族』 美術史美術館所蔵
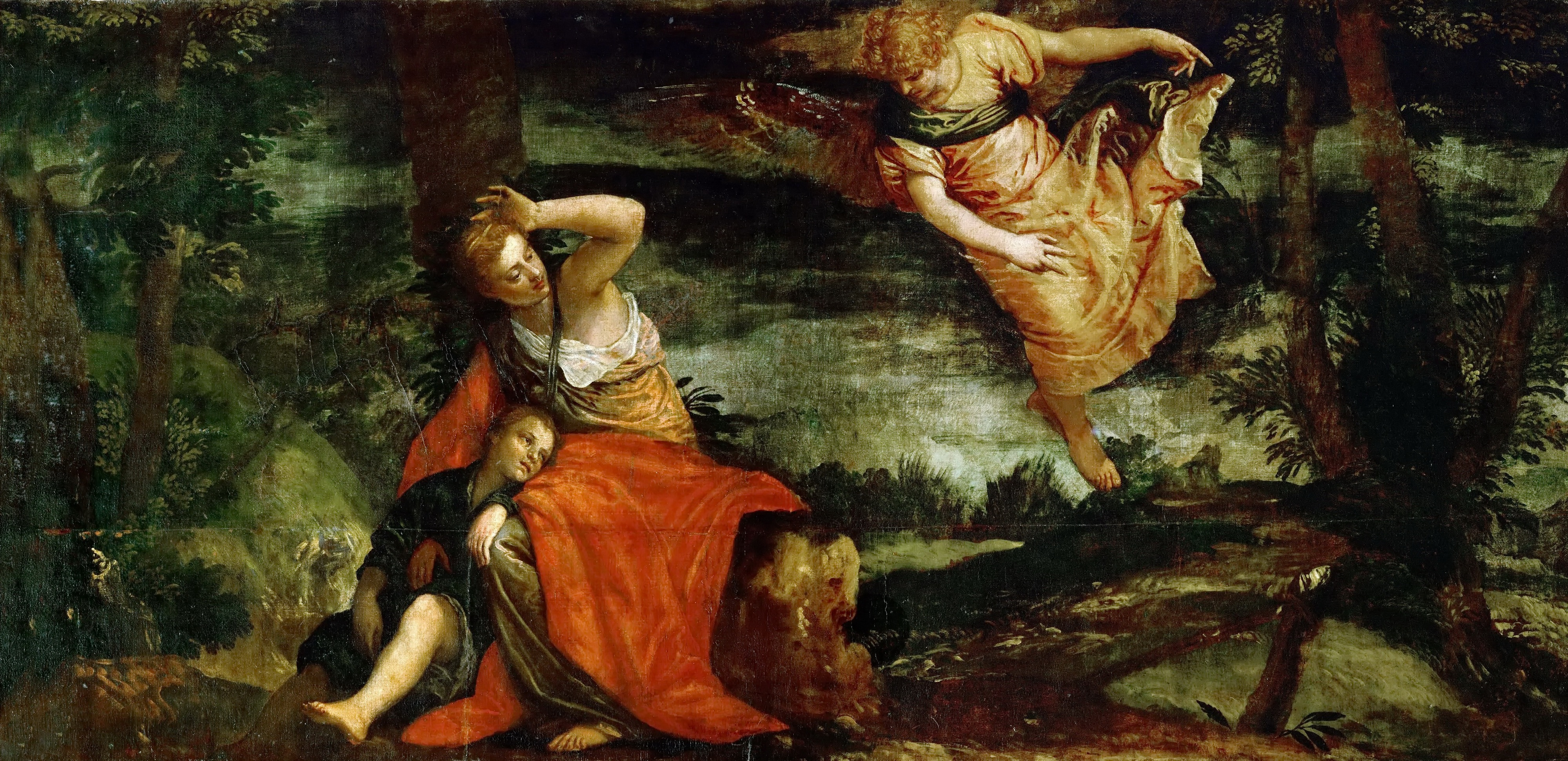
『砂漠のハガルに現れる天使』 美術史美術館所蔵
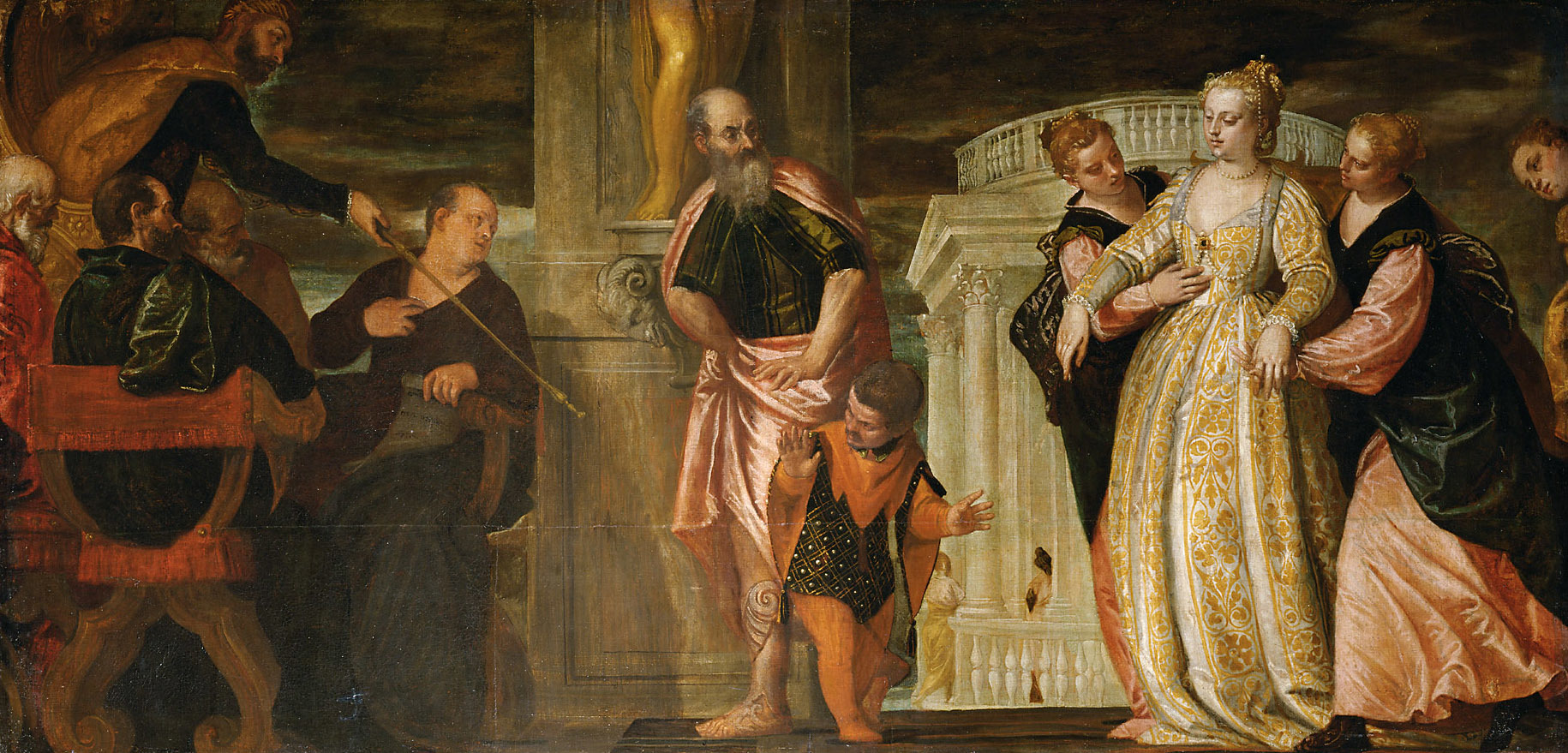
『エステルとアハシュエロス』 美術史美術館所蔵
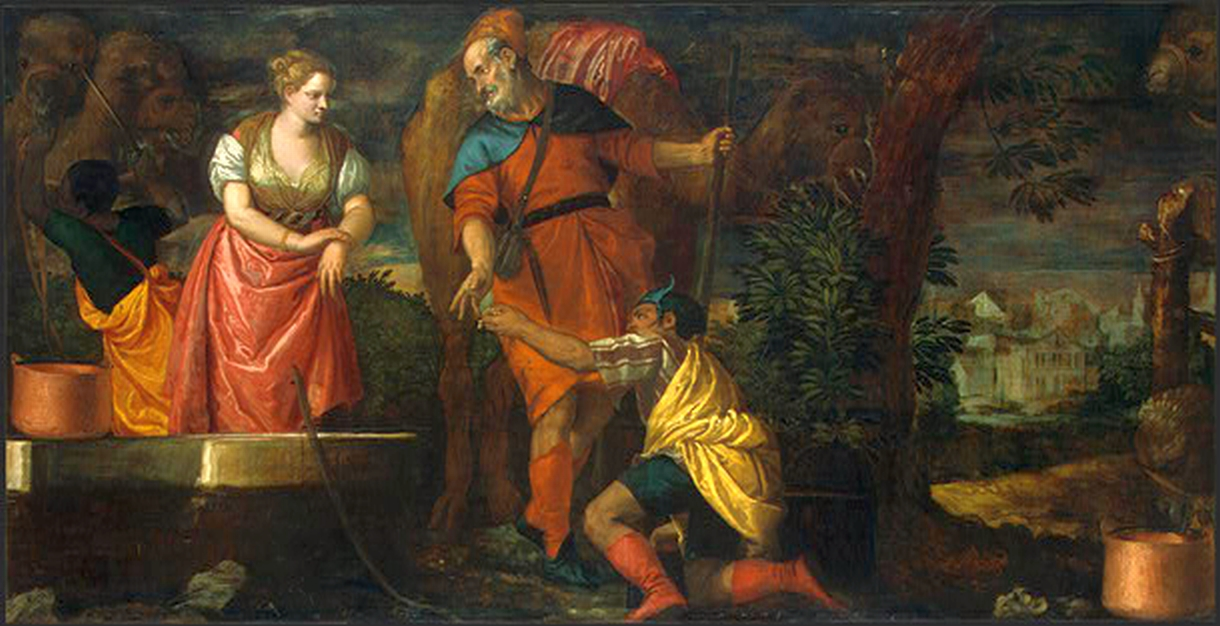
『井戸のレベッカ』ナショナル・ギャラリー・オブ・アート所蔵
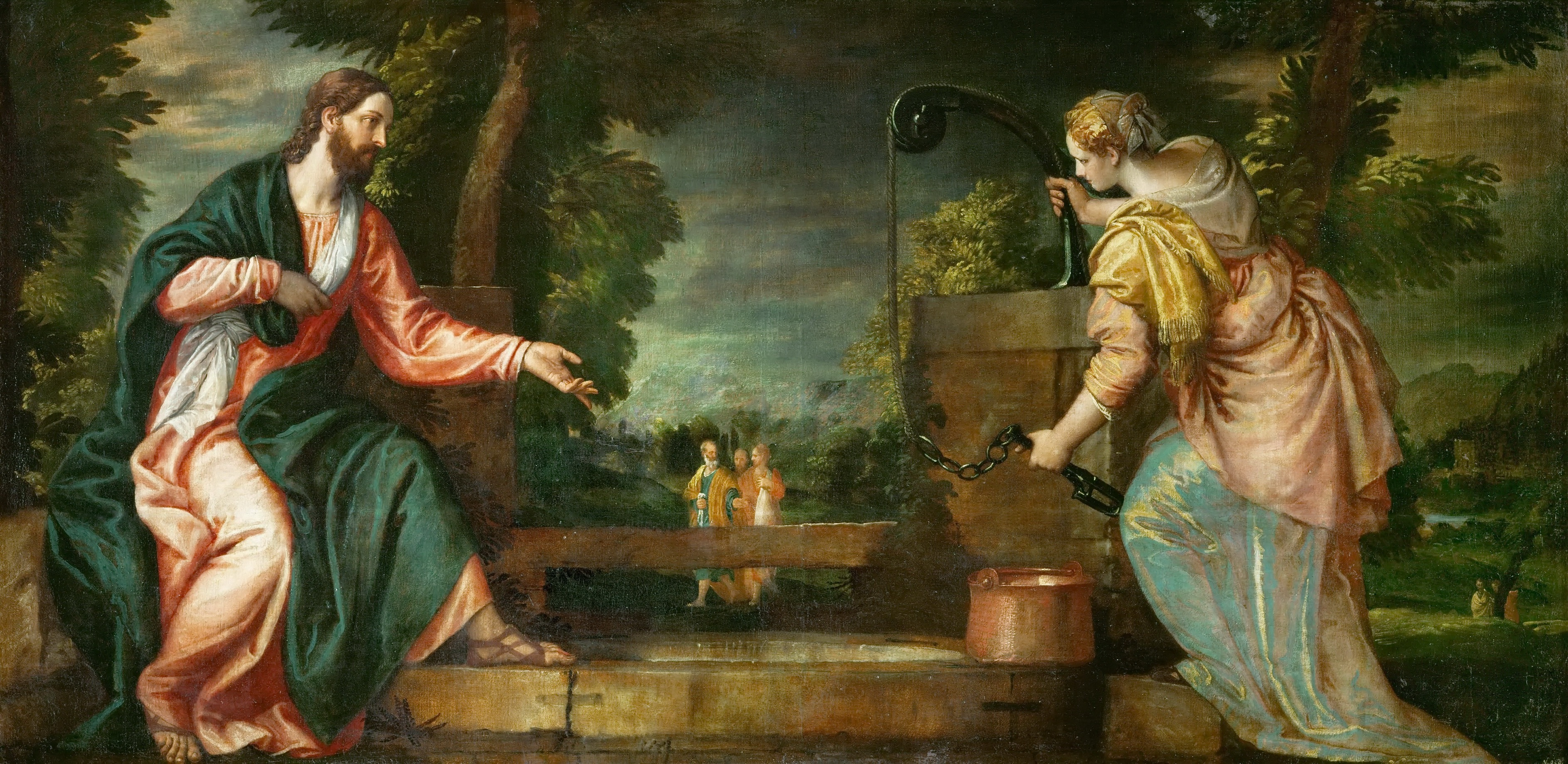
『サマリアの女』美術史美術館所蔵
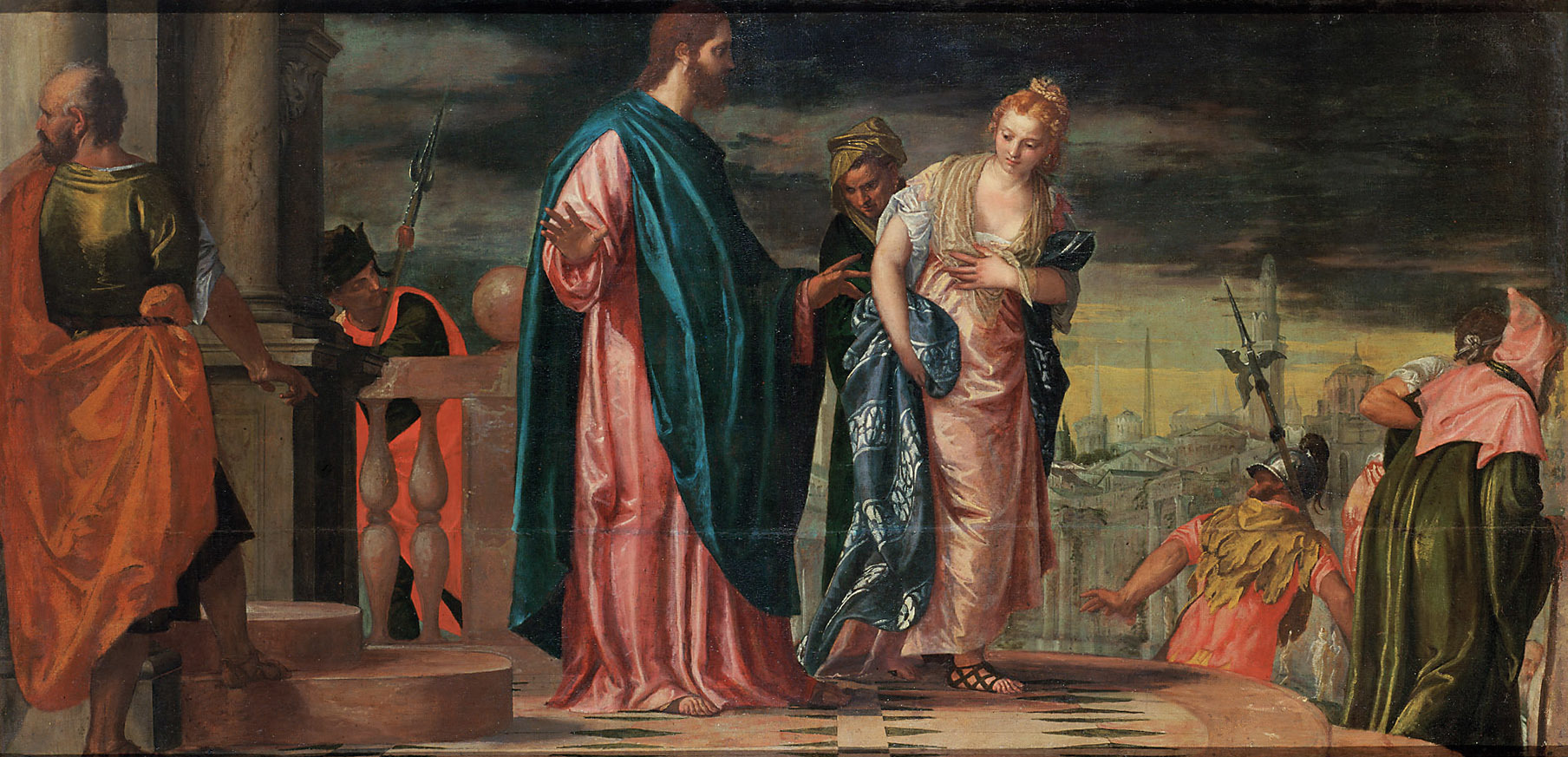
『姦淫の女』美術史美術館所蔵
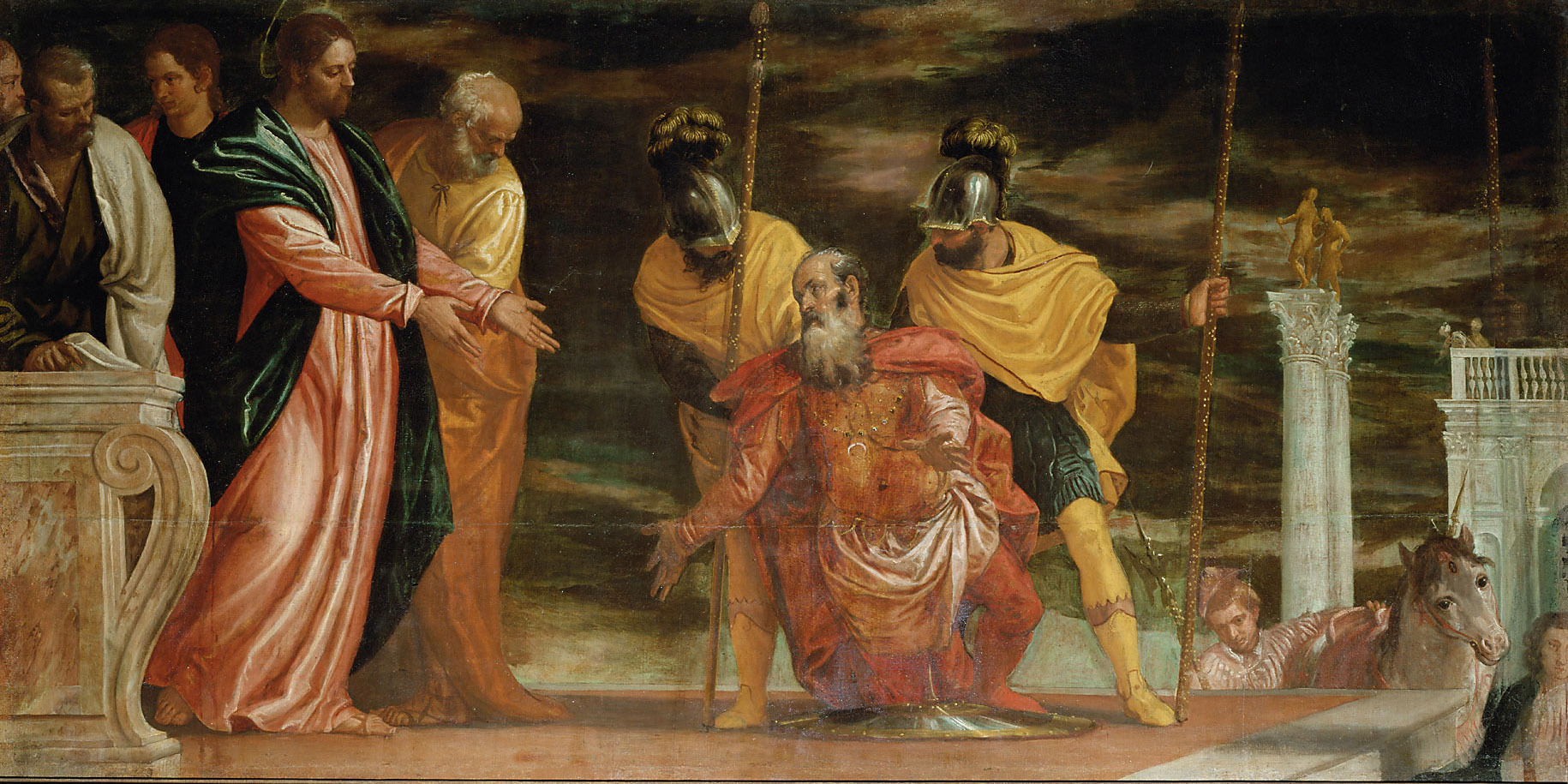
『キリストと百人隊長』 美術史美術館所蔵
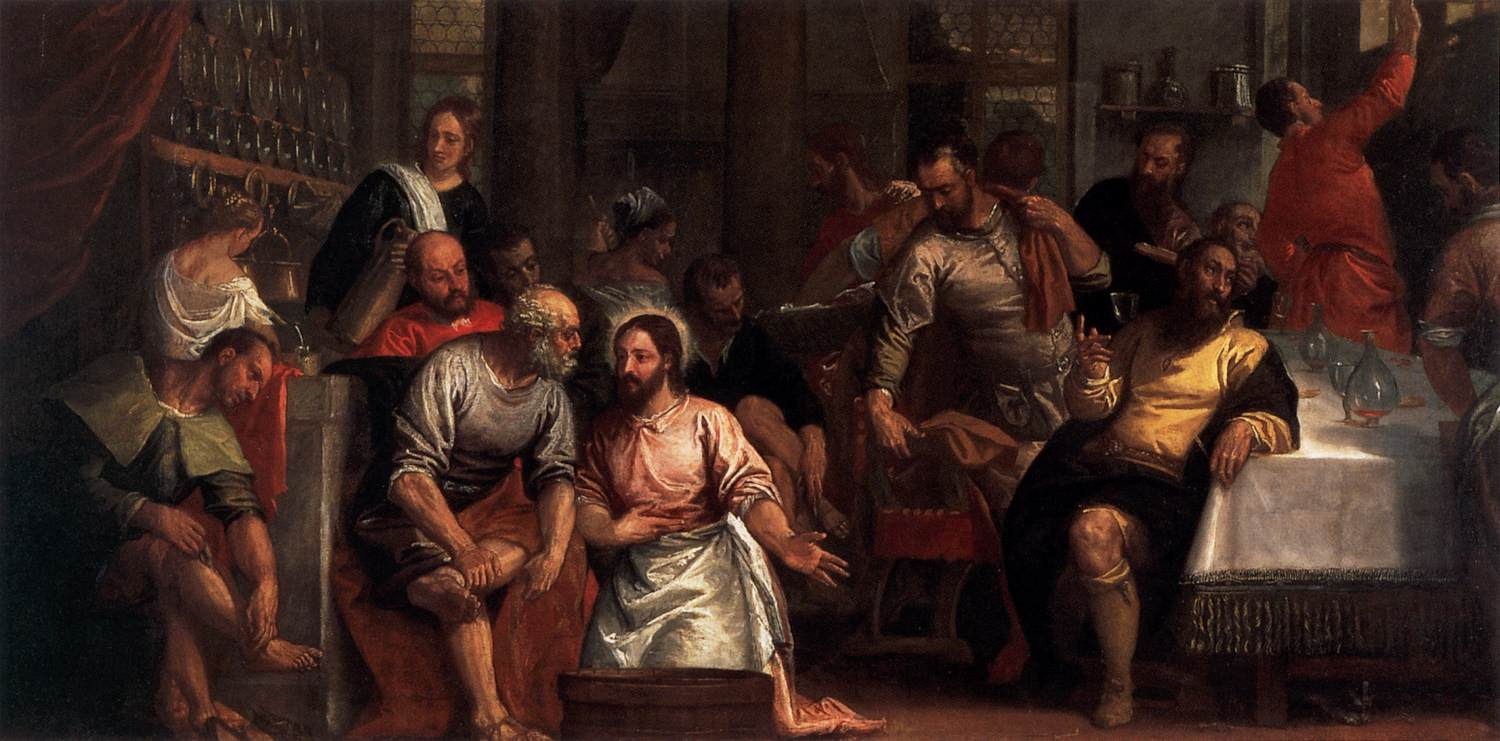
『弟子の足を洗うキリスト』 プラハ国立美術館所蔵